# Сукумидзу
Сукумидзу (яп. スク水, сокр. от スクール水着 суку:ру мидзуги, букв. «школьный купальник»)  — вариант купальной одежды, предназначенный для ношения японскими школьниками на уроках плавания. У девочек купальники могут быть как слитными, так и раздельными, в последнем случае верх представляет собой футболку без рукавов. Мальчики же обычно носят плавки с удлинёнными штанинами. Купальные костюмы обычно тёмно-синего оттенка, обтягивающие, у девочек обычно имеют вертикальные линии швов по бокам груди. Материал обычно представляет собой смесь из синтетических волокон, таких как нейлон и полиэстер.

## История
История сукумидзу ведёт свой отсчёт с конца 1950-х годов, когда появился нейлон, позволивший обеспечить гибкость и растяжимость. До тех пор костюмы в основном делались из хлопка и ацетатной ткани. С открытием первых фабрик, которые были в состоянии шить из этого нового материала, возник прибыльный бизнес. Многие продавцы стали торговать со школами напрямую, что, в отличие от другой одежды, гарантировало некий минимальный гарантированный оборот. Кроме того, можно было ожидать, что постоянно будут появляться новые учащиеся, которым школа должна будет предоставить новые купальники. Простая и лёгкая в производстве форма купальных костюмов сохранилась до наших дней, хотя с тех пор и появилось несколько различных их типов и материалы тоже изменились.
Ранний период истории сукумидзу включает два варианта купальников, которые теперь называются «старый тип» и «ещё более старый тип». Оба были очень похожи друга на друга, да и будущие поколения костюмов во многом унаследовали их форму. Расцвет этих типов пришёлся на время с конца 1950-х по середину 1980-х. Оба варианта купальников снизу закачивались как бы юбочкой, причём в обоих случаях, если смотреть спереди, внешне казалось, что под ней отдельные трусы. На самом же деле всё было пришито.
На основе тех купальников были созданы более современные вариации, которые сохранили характерные линии швов, но избавились от юбочки.